# 日本基督教団浪花教会

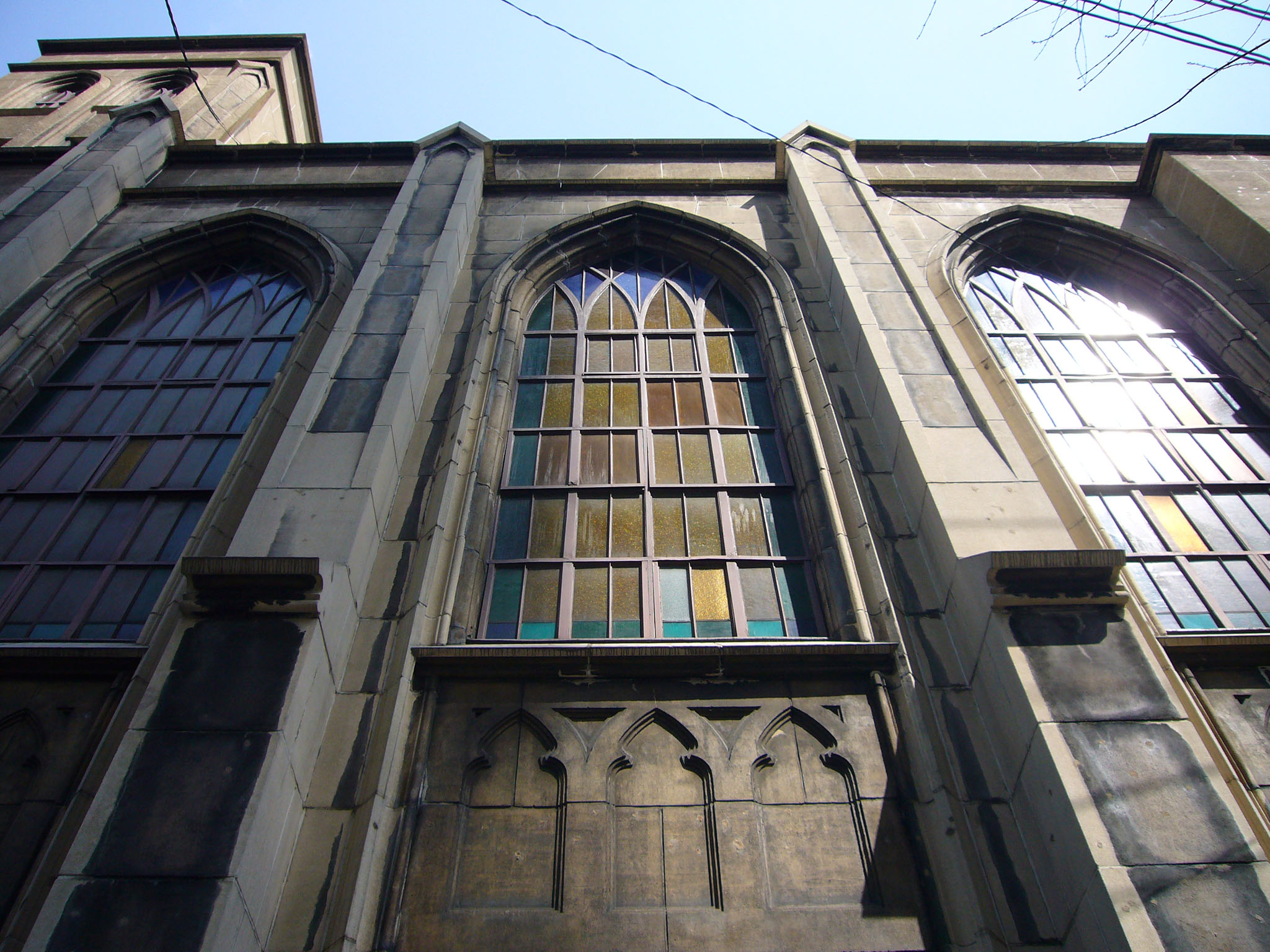
正面ステンドグラス

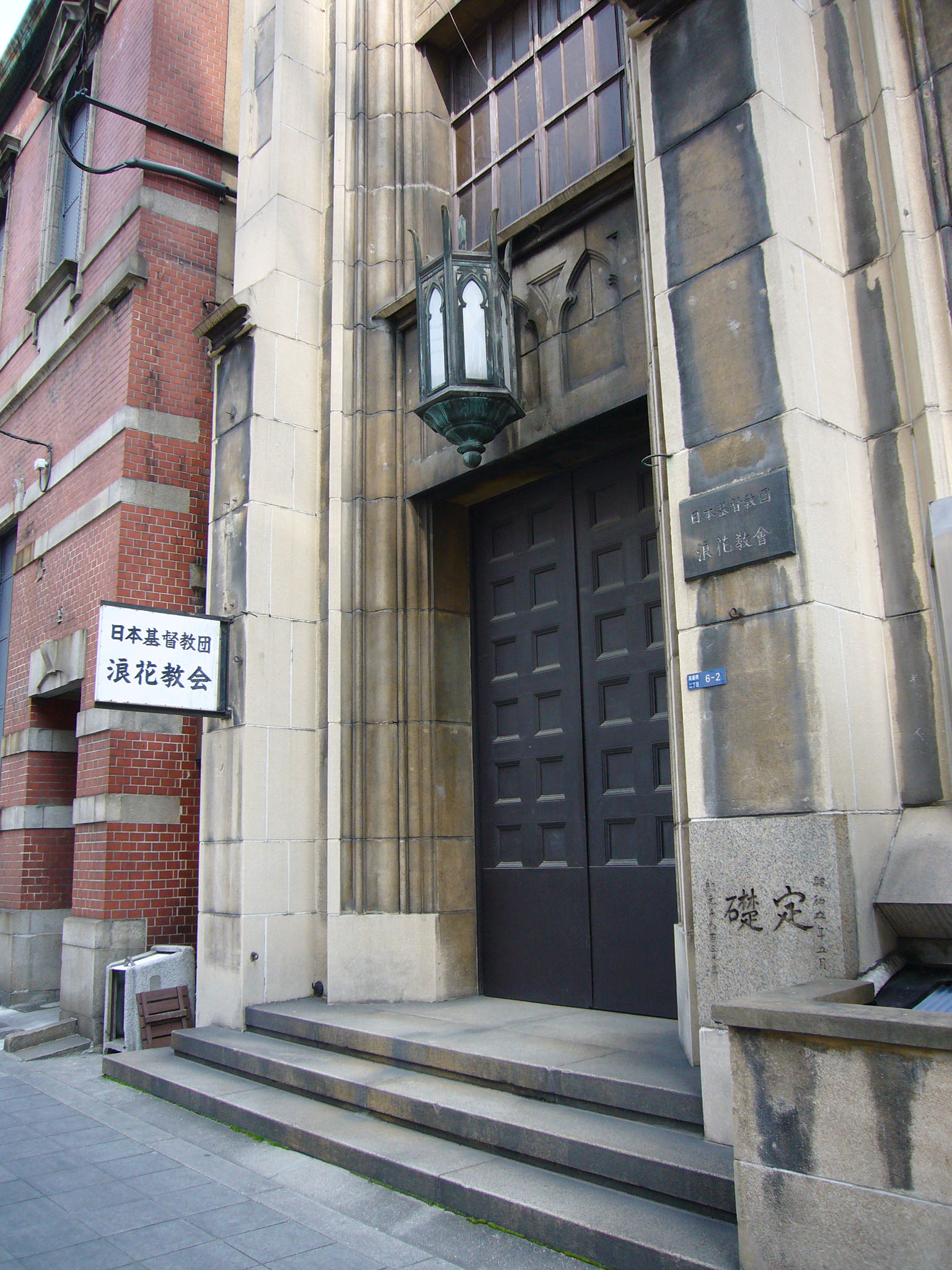
北入口

日本基督教団 浪花教会（にほんきりすときょうだん なにわきょうかい）は、大阪府大阪市中央区にあるプロテスタントの教会。創立は1877年、日本初の自給教会である。

## 歴史
- 1877年1月20日 - 松村診療所内に浪花公会の名称で設立。アメリカのノースウェスタン大学で神学を学んだ澤山保羅が日本で最初の按手礼を受けて初代牧師となる
- 1878年1月 - 梅本教会（現：大阪教会）と共同で梅花女学校（現：梅花学園）を設立する
- 1930年 - 現在の教会堂が竣工
- 2002年10月 - パイプオルガンを更新（パイプ総数 254本）

## 教会堂
現在の教会堂は、アメリカ人建築家ウィリアム・メレル・ヴォーリズの設計指導で、竹中工務店の設計・施工により建設。ガス燈が立ち並び綿業会館や八木通商などの近代建築が数多く残る三休橋筋に面して建つ。
- 所在地 - 〒541-0043 大阪府大阪市中央区高麗橋2-6-2

### 建築
- 設計：竹中工務店
- 設計指導：ヴォーリズ建築事務所
- 竣工：1930年
- 施工：竹中工務店

## 交通アクセス
- Osaka Metro御堂筋線および京阪本線淀屋橋駅 徒歩5分

## 出身者
- 綱島佳吉

## ギャラリー

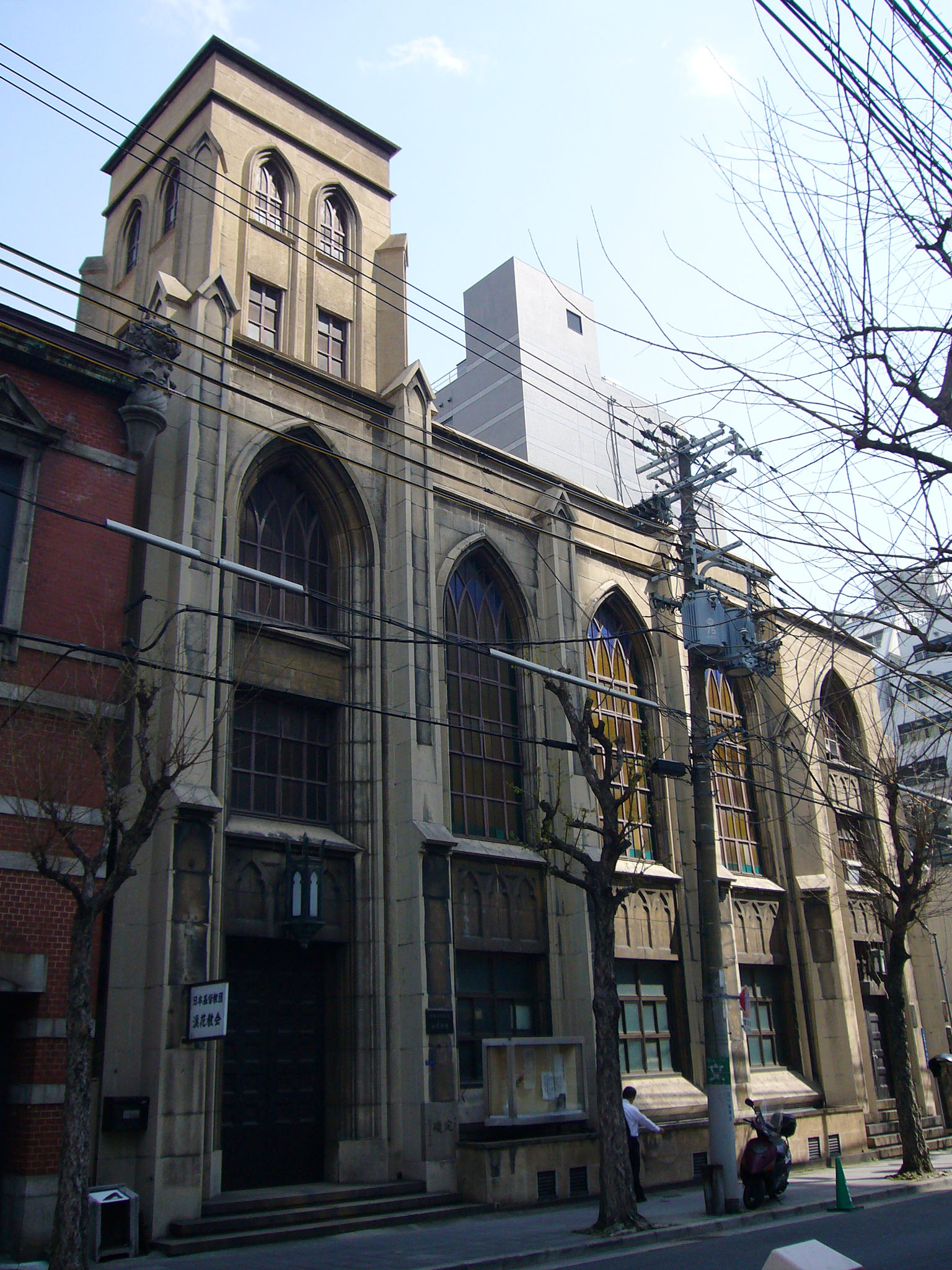
全景
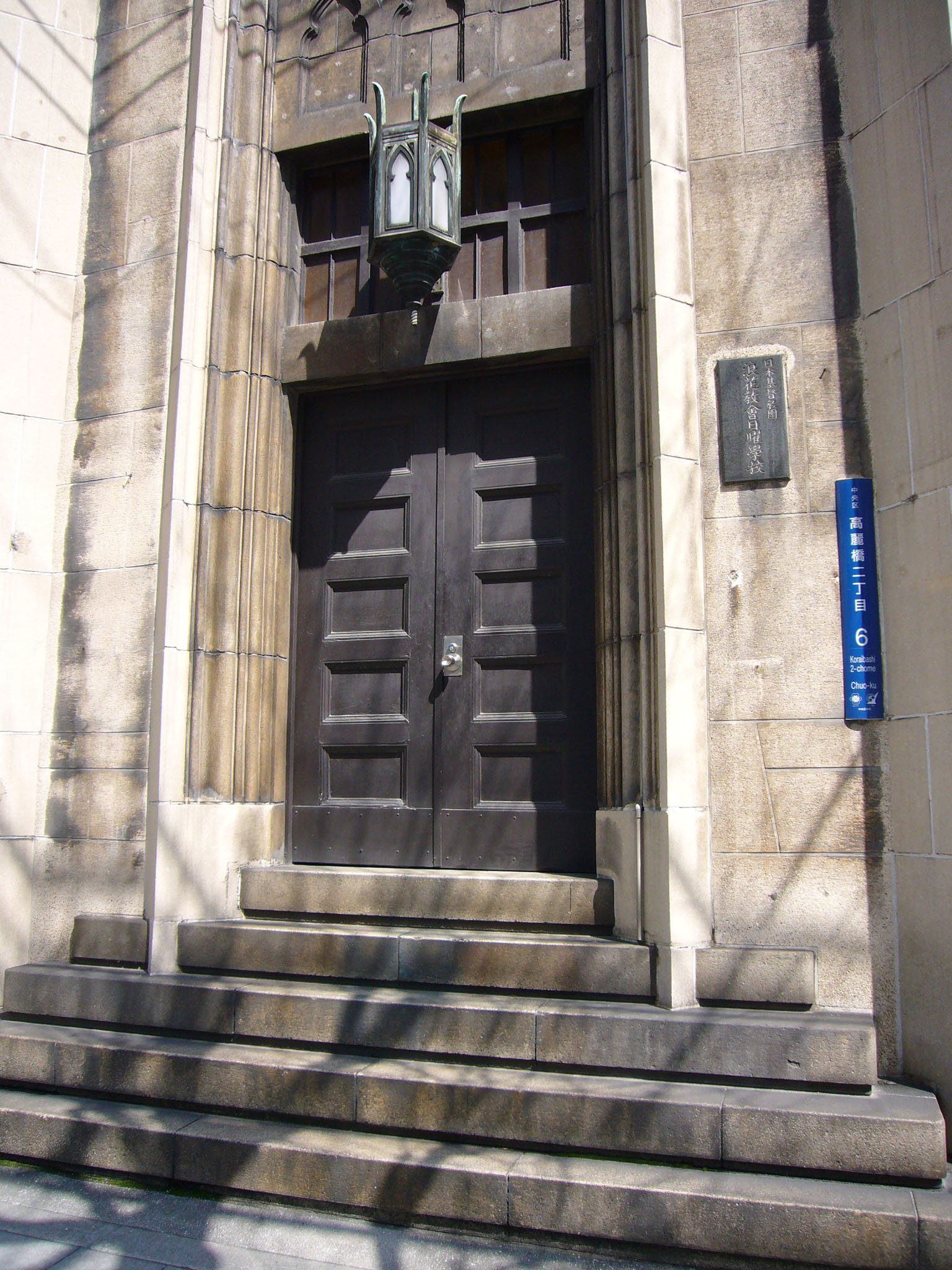
南入口
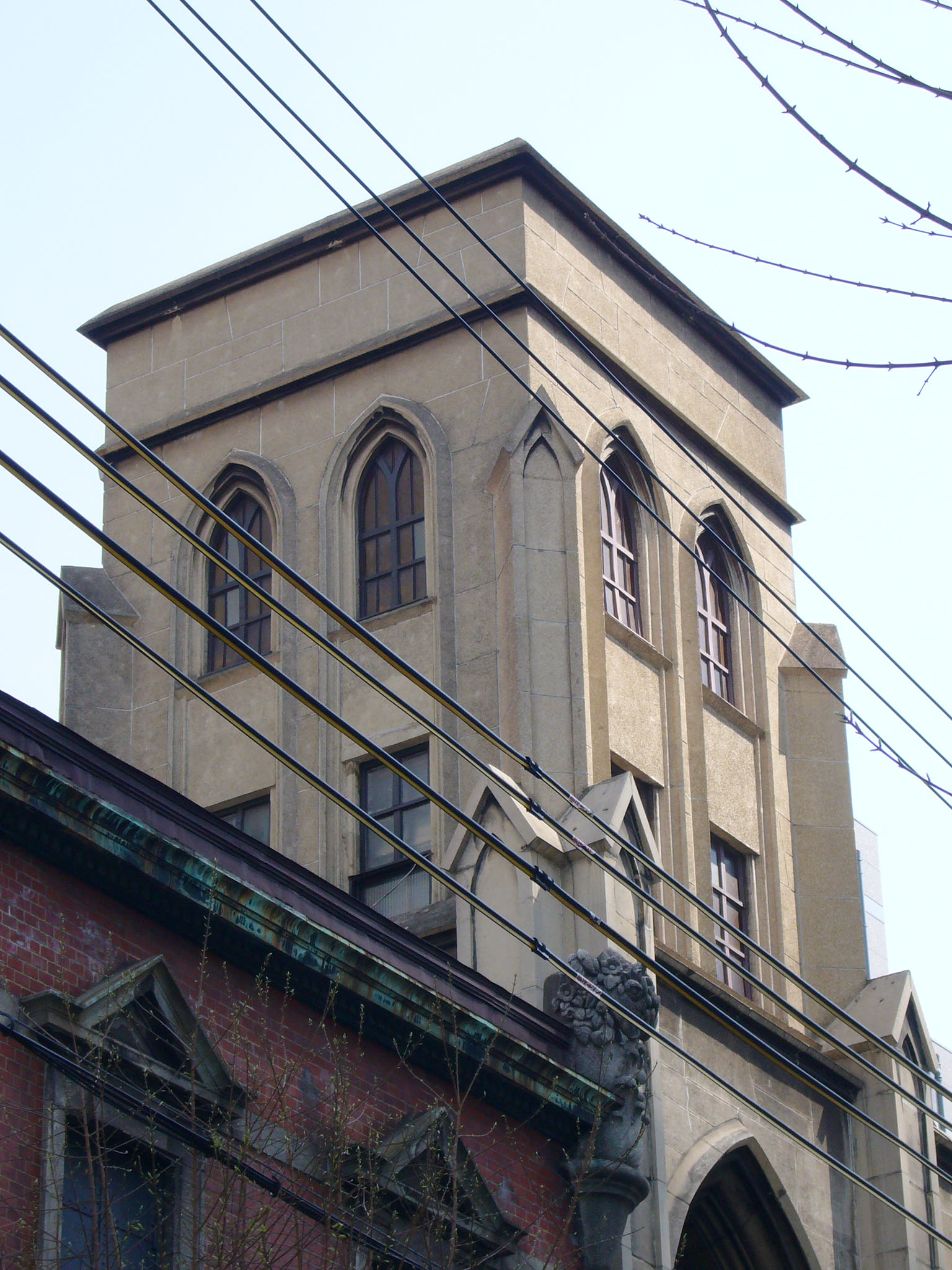
塔屋
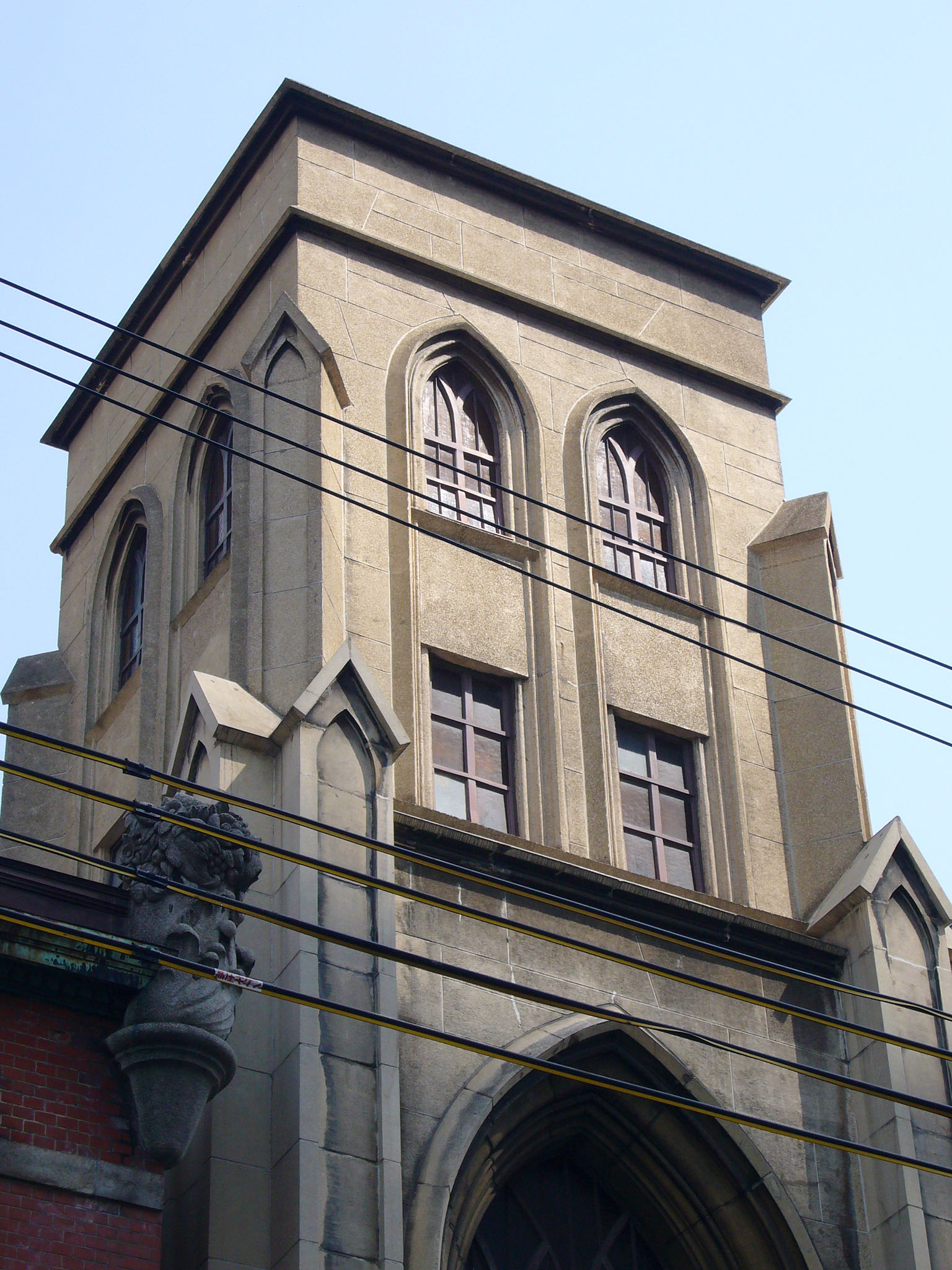
塔屋
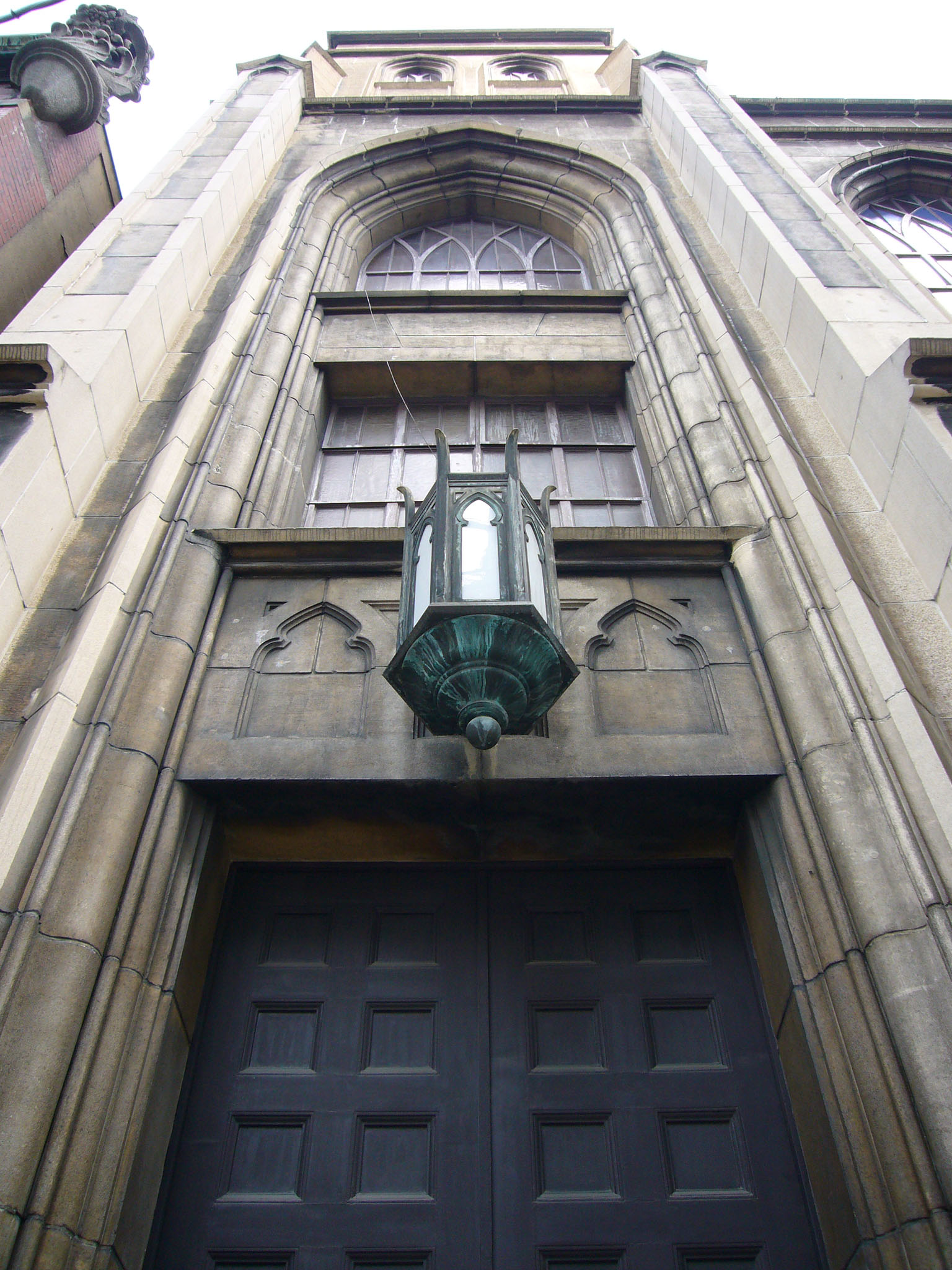
北入口

座標: 北緯34度41分22.2秒 東経135度30分13.5秒 / 北緯34.689500度 東経135.503750度